# 니시히토요시역
니시히토요시역(일본어: 西人吉駅)은 일본 구마모토현 히토요시시에 위치한 규슈 여객철도 히사쓰 선의 철도역이다. 단선 승강장 1면 1선의 구조를 갖춘 지상역이다.

## 역 주변
- 국도 제219호선

## 역사
- 1952년 6월 1일 : 일본국유철도가 개설. 히토요시 기관구에서 키하 41000형 동차가 배치되어, 운전을 개시했던 것으로 따름.
- 1987년 4월 1일 : 일본국유철도 분할 민영화에 의해, 규슈 여객철도가 승계.

## 인접 역
| 히사쓰 선            | 히사쓰 선   | 히사쓰 선            |
| -------------------- | ----------- | -------------------- |
| 와타리 야쓰시로 방면 | ■ 히사쓰 선 | 히토요시 하야토 방면 |